# 雷欧·拉斐尔·莱夫
雷欧·拉斐尔·莱夫（Leo Rafael Reif 1950年8月21日 - ）知名委内瑞拉裔美籍发明家、电气工程师和作家。在2012年7月2日，他接替蘇珊·霍克菲爾德成为麻省理工学院校长。此前，他历任该校的教务长，工程系主任和微系统实验室（MIT-MTL）负责人。

## 早年生活
莱夫出生在马拉开波的一个东欧犹太移民家庭，其父母在20世纪30年代经由厄瓜多尔和哥伦比亚移居到此处，他们既说西班牙语也说意地绪语。莱夫的父亲是一名摄影师。

## 教育
1973年，莱夫从卡拉沃沃大学毕业。随后的一年里，在加拉加斯的西蒙·玻利瓦尔大学担任助理教授。他之后去美国读研究生，于1979年从斯坦福大学获得电气工程博士学位的，并之后在斯坦福大学担任客座教授。